# Efrén Llarena
Efrén Llarena (Espinosa de los Monteros, 26 maggio 1995) è un pilota di rally spagnolo, vincitore del campionato europeo rally nel 2022 su Skoda Fabia R5 Evo.

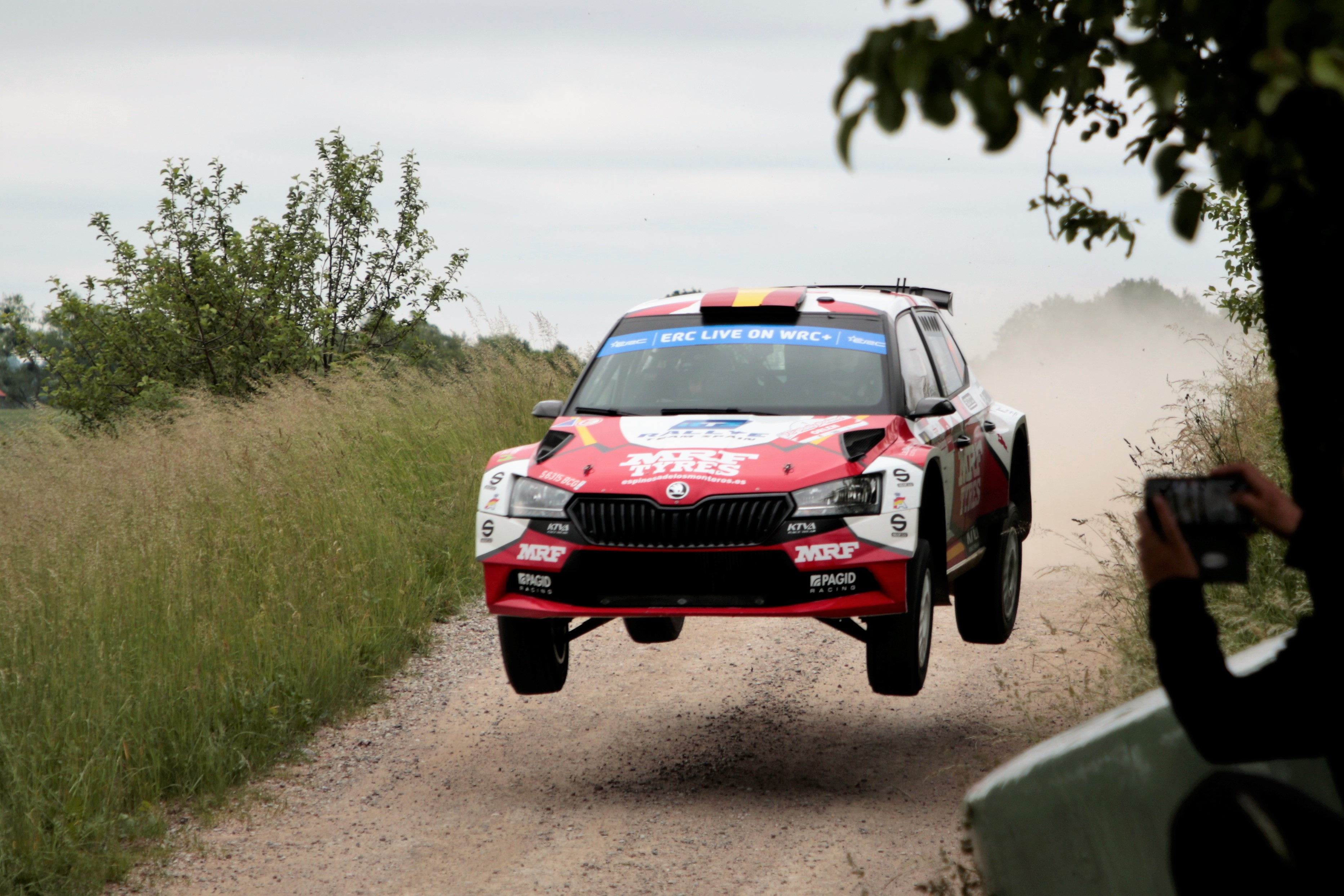
Efrén Llarena al rally di Polo 2022

In precedenza nel 2021, è arrivato secondo nel Campionato Europeo di Rally alle spalle di Andreas Mikkelsen, riuscendolo a Vince l'anno successivo, laureandosi campione con due gare d'anticipo.

## Palmarès
- Campionato europeo rally: 1
2022 su Skoda Fabia R5 Evo

### Vittorie nell'ERC
| Nº | Anno | Rally               | Copilota       | Vettura                | Squadra        |
| -- | ---- | ------------------- | -------------- | ---------------------- | -------------- |
| 1  | 2022 | Rally delle Azzorre | Sara Fernández | Škoda Fabia Rally2 evo | Team MRF Tyres |

## Risultati

### WRC
| 2025 | Scuderia | Vettura           |  |  |  |    |  |  |  |  |  |  |  |  |  |  |  |  | Punti | Pos. |
| ---- | -------- | ----------------- |  |  |  | -- |  |  |  |  |  |  |  |  |  |  |  |  | ----- | ---- |
| 2025 |          | Citroën C3 Rally2 |  |  |  | 12 |  |  |  |  |  |  |  |  |  |  |  |  | 0     |      |

| Legenda | 1º posto | 2º posto | 3º posto | A punti | Senza punti | Ritirato | Squalificato | NP=Non partito C=Gara cancellata | Apice=Power stage |

### WRC2
| 2025 | Scuderia | Vettura           |  |  |  |   |  |  |  |  |  |  |  |  |  |  |  |  | Punti | Pos. |
| ---- | -------- | ----------------- |  |  |  | - |  |  |  |  |  |  |  |  |  |  |  |  | ----- | ---- |
| 2025 |          | Citroën C3 Rally2 |  |  |  | 4 |  |  |  |  |  |  |  |  |  |  |  |  | 12    |      |

| Legenda | 1º posto | 2º posto | 3º posto | A punti | Senza punti | Ritirato | Squalificato | NP=Non partito C=Gara cancellata | Apice=Power stage |

### WRC2 Challenger
| 2025 | Scuderia | Vettura           |  |  |  |   |  |  |  |  |  |  |  |  |  |  |  |  | Punti | Pos. |
| ---- | -------- | ----------------- |  |  |  | - |  |  |  |  |  |  |  |  |  |  |  |  | ----- | ---- |
| 2025 |          | Citroën C3 Rally2 |  |  |  | 3 |  |  |  |  |  |  |  |  |  |  |  |  | 15    |      |

| Legenda | 1º posto | 2º posto | 3º posto | A punti | Senza punti | Ritirato | Squalificato | NP=Non partito C=Gara cancellata | Apice=Power stage |

### ERC
| Anno | Scuderia                                | Vettura                                                     | 1       | 2       | 3       | 4       | 5       | 6       | 7       | 8       | Pos. | Punti |
| ---- | --------------------------------------- | ----------------------------------------------------------- | ------- | ------- | ------- | ------- | ------- | ------- | ------- | ------- | ---- | ----- |
| 2018 | Rallye Team Spain                       | Peugeot 208 R2                                              | AZZ 16  | ISO Rit | ACR     | CIP     | ROM 19  | BAR 25  | POL 14  | LIE     | NC   | 0     |
| 2019 | Rallye Team Spain Peugeot Rally Academy | Peugeot 208 R2                                              | AZZ 13  | ISO 21  | LIE 23  | POL Rit | ROM 20  | BAR 10  | CIP 14  | UNG     | 49°  | 1     |
| 2020 | Rallye Team Spain                       | Citroën C3 R5                                               | ROM 6   | LIE 8   | FAF Rit | UNG 3   | ISO 20  |         |         |         | 6°   | 50    |
| 2021 | Rallye Team Spain                       | Škoda Fabia Rally2 evo                                      | POL 6   | LIE 4   | ROM 4   | BAR 6   | AZZ 3   | SER Rit | UNG 4   | ISO 2   | 2°   | 153   |
| 2022 | Team MRF Tyres                          | Škoda Fabia Rally2 evo                                      | SER 10  | AZZ 1   | ISO 2   | POL 4   | LIE 2   | ROM 4   | BAR Rit | CAT 2   | 1°   | 166   |
| 2023 | Team MRF Tyres                          | Škoda Fabia RS Rally2 Škoda Fabia Rally2 evo Škoda Fabia R5 | SER 7   | ISO 3   | POL 10  | LIE 9   | SCA Rit | ROM 4   | BAR 8   | UNG 105 | 4°   | 88    |
| 2024 | Team MRF Tyres                          | Škoda Fabia RS Rally2                                       | UNG Rit | ISO 12  | SCA 14  | EST     | ROM 3   | BAR 6   | CER     | SIL     | 10°  | 45    |
| 2025 |                                         | Citroën C3 Rally2                                           | SIE Rit | UNG     | SCA     | POL     | ROM     | BAR     | CER     | CRO     |      | 0     |